# Spierentorpedo
Der Spierentorpedo war ein Vorläufer dessen, was heute unter „Torpedo“ verstanden wird. Er wurde von dem amerikanischen Ingenieur E. C. Singer entwickelt (einem Neffen von Isaac Merritt Singer, dem Erfinder der Nähmaschine), der während des Amerikanischen Bürgerkriegs 1861–65 für die Südstaaten an geheimen Waffenprojekten arbeitete. Da es schien, als seien die modernen Schiffspanzerungen den gängigen Artilleriegeschossen überlegen, sah er eine Möglichkeit, die Panzerung zu überwinden, indem man eine große Sprengladung mittels einer Stange (Spiere) direkt an das feindliche Schiff brachte. Das Funktionsprinzip entsprach ungefähr dem der Petarde.

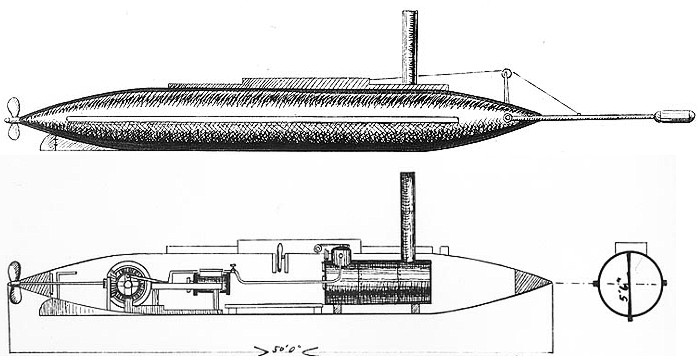
Das Torpedoboot David der amerikanischen Südstaaten, mit dem Spierentorpedo auf dem Bug

Der Spierentorpedo bestand aus einer Sprengladung an der Spitze einer langen Spiere meist von etwa 20 bis 25 Fuß Länge (6,09–7,62 Meter), die am Bug oder der Seite eines Bootes befestigt und mit Schießbaumwolle geladen waren. Bei Versionen im Amerikanischen Bürgerkrieg hatten die Spieren Längen bis zu 30 Metern.
Das Torpedoboot musste den Torpedo in die Seite des gegnerischen Schiffes rammen. Widerhaken an der Spitze sollten die Sprengladung am feindlichen (hölzernen) Schiffskörper so lange festhalten, bis die Zündung von der Besatzung des sich zurückziehenden Bootes mittels einer Leine ausgelöst wurde. Die Südstaaten bauten eine Klasse von kleinen Booten, die David-Klasse, die mit Spierentorpedos ausgerüstet waren.
Der erste erfolgreiche Einsatz eines U-Bootes gelang im Amerikanischen Bürgerkrieg am 17. Februar 1864. Die H. L. Hunley versenkte dabei vor Charleston mit einem Spierentorpedo die Housatonic, ein Kriegsschiff der Unionsflotte, das den Hafen von Charleston blockierte. Die H. L. Hunley sank aber unmittelbar nach dem Angriff aufgrund der durch die Explosion hervorgerufenen tödlichen Verletzungen der Besatzung.
Der einzige Erfolg der Nordstaaten mit einem Spierentorpedo war die Versenkung des eisen-gepanzerten konföderierten Schiffs Albemarle in der Nacht vom 27. zum 28. Oktober 1864.

Preußisches Spierentorpedoboot, Mitte des 19. Jahrhunderts, mit seitlich montiertem Spierentorpedo

Gegen Ende 1864 baute die Union das erste einer Gruppe von innovativen halb-versenkbaren Spierentorpedobooten, die Spuyten Duyvil. Diese Boote konnten durch teilweises Fluten am Bug soweit abgesenkt werden, dass sie ihre Sprengladungen, an ausfahrbaren Stangen, unter den Rumpf des gegnerischen Schiffes platzieren konnten, ehe die Detonation ausgelöst wurde. Die Boote kamen allerdings zu spät für einen Einsatz gegen die Südstaatenmarine und wurden vor allem zur Beseitigung von Wracks bei Flusskampagnen eingesetzt.

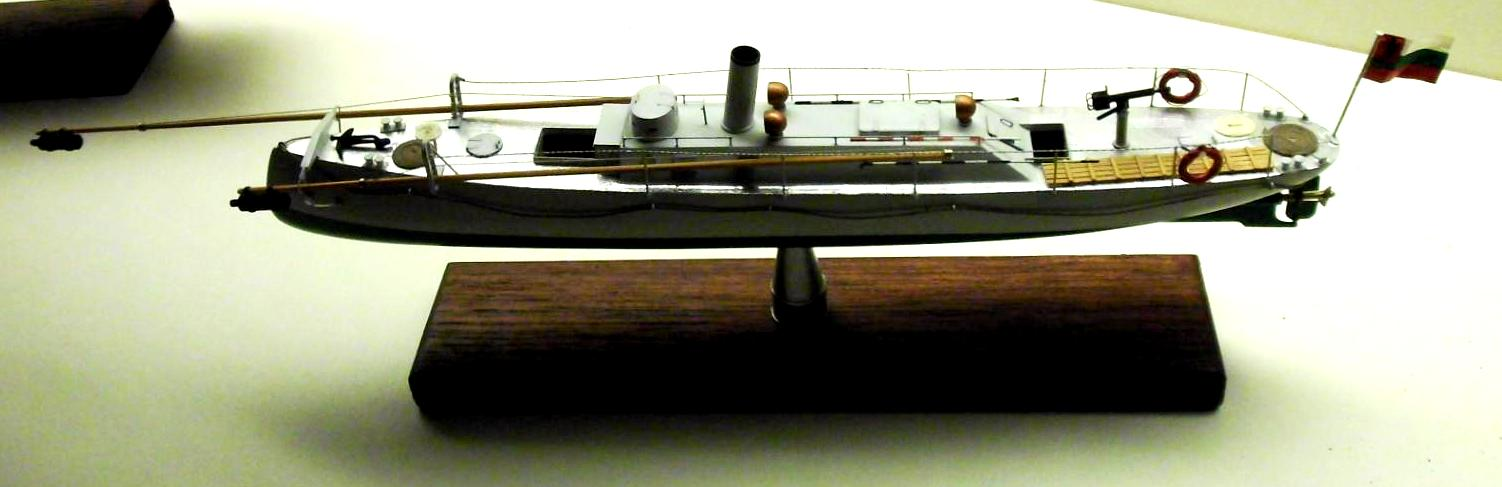
Modell der Lewski, ein Spierentorpedoboot (Länge rund 19 m) von Bulgarien, das 1884 in Dienst gestellt wurde

Spierentorpedos auf kleinen Holzbooten wurden noch bis ins letzte Quartal des 19. Jahrhunderts eingesetzt, wurden aber beginnend in den 1870er Jahren von schraubengetriebenen Torpedos verdrängt.
Der letzte nennenswerte Einsatz von Spierentorpedos in größerer Zahl erfolgte im Russisch-Türkischen Krieg von 1877/78, als der russische Marineoffizier (und spätere Admiral) Stepan Makarow mehrere türkische Schiffe mit dieser Waffe versenken oder beschädigen konnte und dafür zweimal befördert wurde.